# Wielka Brytania na Zimowych Igrzyskach Olimpijskich 1936
Wielką Brytanię na Zimowych Igrzyskach Olimpijskich 1936 reprezentowało 38 zawodników: 28 mężczyzn i dziesięć kobiet. Był to czwarty start reprezentacji Wielkiej Brytanii na zimowych igrzyskach olimpijskich.

## Zdobyte medale
| Medal  | Zawodnik | Dyscyplina           | Konkurencja      | Rezultat    |
| ------ | --- | -------------------- | ---------------- | ----------- |
| Złoto  | Alexander Archer, James Borland, Edgar Brenchley, James Chappell, John Coward, Gordon Dailley, John Davey, Carl Erhardt, James Foster, John Kilpatrick, Archibald Stinchcombe, Robert Wyman | Hokej na lodzie      | turniej mężczyzn |             |
| Srebro | Cecilia Colledge | Łyżwiarstwo figurowe | solistki         | 418,114 pkt |
| Brąz   | Frederick McEvoy, James Cardno, Guy Dugdale, Charles Green | Bobsleje             | czwórki          | 5:23,41 min |

## Skład kadry

### Biegi narciarskie
Mężczyźni
| Konkurencja   | Zawodnik       | czas    | Pozycja |
| ------------- | -------------- | ------- | ------- |
| Bieg na 18 km | Francis Walter | 1:44:13 | 71.     |

### Bobsleje
Mężczyźni
| Osada | Zawodnik                                                | Konkurencja | Ślizg 1 | Ślizg 2 | Ślizg 3 | Ślizg 4 | Łącznie | Pozycja |
| ----- | ------------------------------------------------------- | ----------- | ------- | ------- | ------- | ------- | ------- | ------- |
| GBR-1 | Frederick McEvoy James Cardno                           | Dwójki      | 1:25,61 | 1:23,85 | 1:28,58 | 1:22,21 | 5:40,25 | 4.      |
| GBR-1 | Frederick McEvoy James Cardno Guy Dugdale Charles Green | Czwórki     | 1:23,38 | 1:20,18 | 1:20,74 | 1:19,11 | 5:23,41 | brąz    |

### Hokej na lodzie
Reprezentacja mężczyzn
| - James Foster - Carl Erhardt - Gordon Dailley - Archie Stinchcombe - Edgar Brenchley - Johnny Coward - James Chappell |  | - Sandy Archer - Gerry Davey - James Borland - Robert Wyman - Jack Kilpatrick |

Reprezentacja Wielkiej Brytanii brała udział w rozgrywkach grupy D turnieju olimpijskiego zajmując w niej pierwsze miejsce i awansując do drugiej rundy rozgrywek.
W drugiej rundzie Wielka Brytania brała udział w rozgrywkach grupy A zajmując w niej również pierwsze miejsce, awansując do rundy finałowej, którą wygrała zdobywając złoty medal.
Grupa D
| Drużyna         | M | Mecze | Mecze | Mecze | Bramki | Bramki | Bramki | Pkt |
| Drużyna         | M | W     | R     | P     | +      | -      | +/-    | Pkt |
| --------------- | - | ----- | ----- | ----- | ------ | ------ | ------ | --- |
| Wielka Brytania | 2 | 2     | 0     | 0     | 4      | 0      | +4     | 4   |
| Szwecja         | 2 | 1     | 0     | 1     | 2      | 1      | +1     | 2   |
| Japonia         | 2 | 0     | 0     | 2     | 0      | 5      | -5     | 0   |

Wyniki
| 6 lutego 1936 | Szwecja | 2:0 | Japonia | Olympia-Kunsteis-Stadion |

| Godzina: 21:00 | H.Engberg Y.Liljeberg | (1:0, 1:0, 0:0) |  | Sędzia główny: Kreisel Sędziowie liniowi: Schmidt |

| 7 lutego 1936 | Wielka Brytania | 1:0 | Szwecja | Olympia-Kunsteis-Stadion |

| Godzina: 16:15 | E.Brenchley | (1:0, 0:0, 0:0) |  | Sędzia główny: Holsboer Sędziowie liniowi: Kulej |

| 8 lutego 1936 | Wielka Brytania | 3:0 | Japonia | Rießersee |

| Godzina: 10:00 | E.Brenchley A.Archer J.Borland | (2:0, 0:0, 1:0) |  | Sędzia główny: Jacquet Sędziowie liniowi: Brown |

#### Runda druga
Do rundy finałowej awansowały dwa najlepsze zespoły z każdej grupy.
Grupa A
| Drużyna         | M | Mecze | Mecze | Mecze | Bramki | Bramki | Bramki | Pkt |
| Drużyna         | M | W     | R     | P     | +      | -      | +/-    | Pkt |
| --------------- | - | ----- | ----- | ----- | ------ | ------ | ------ | --- |
| Wielka Brytania | 3 | 2     | 1     | 0     | 8      | 3      | +5     | 5   |
| Kanada          | 3 | 2     | 0     | 1     | 22     | 4      | +18    | 4   |
| III Rzesza      | 3 | 1     | 1     | 1     | 5      | 8      | -3     | 3   |
| Węgry           | 3 | 0     | 0     | 3     | 2      | 22     | -20    | 0   |

Wyniki
| 11 lutego 1936 | Niemcy | 2:1 | Węgry | Olympia-Kunsteis-Stadion |

| Godzina: 20:00 | J.Bethmann-Hollweg G.Jaenecke | (0:0, 1:0, 1:1) | [[Sándor Miklós\|S.Miklós]] | Sędzia główny: Tupalski Sędziowie liniowi: Brown |

| 11 lutego 1936 | Wielka Brytania | 2:1 | Kanada | Olympia-Kunsteis-Stadion |

| Godzina: 21:45 | J.Davey E.Brenchley | (1:1, 0:0, 1:0) | R.St. Germain | Sędzia główny: Trauttenberg Sędziowie liniowi: Brown |

| 12 lutego 1936 | Kanada | 15:0 | Węgry | Olympia-Kunsteis-Stadion |

| Godzina: 14:30 | H.Murry w.Thomson D. Neville H.Murry A.Sinclar D. Neville K. Farmer H.Farquharson gol samobójczy H.Murry A.Sinclar | (3:0, 9:0, 3:0) |  | Sędzia główny: Kreisel Sędziowie liniowi: Erhardt |

| 12 lutego 1936 | Wielka Brytania | 1:1 (po dogrywce) | Niemcy | Olympia-Kunsteis-Stadion |

| Godzina: 20:00 | J.Davey | (0:0, 1:0, 0:1 dogr. 0:0, 0:0, 0:0) | H.Schibukat | Sędzia główny: Tupalski Sędziowie liniowi: Brown |

| 13 lutego 1936 | Wielka Brytania | 5:1 | Węgry | Olympia-Kunsteis-Stadion |

| Godzina: 09:00 | E.Brenchley J.Chappell J.Davey A.Archer | (1:0, 3:1, 1:0) | Z.Jeney | Sędzia główny: Brown Sędziowie liniowi: Schmidt |

| 13 lutego 1936 | Kanada | 6:2 | Niemcy | Olympia-Kunsteis-Stadion |

| Godzina: 20:00 | H.Farquharson D. Neville K. Farmer R.St.Germanin D. Neville | (1:0, 3:1, 2:1) | A.Wiedemann G.Strobl | Sędzia główny: Brown Sędziowie liniowi: Tupalski |

#### Runda finałowa
W tej fazie rozgrywek zaliczono wyniki meczów pomiędzy drużynami które awansowały do tej rundy.
| Drużyna                           | M | Mecze | Mecze | Mecze | Bramki | Bramki | Bramki | Pkt |
| Drużyna                           | M | W     | R     | P     | +      | -      | +/-    | Pkt |
| --------------------------------- | - | ----- | ----- | ----- | ------ | ------ | ------ | --- |
| Wielka Brytania                   | 3 | 2     | 1     | 0     | 7      | 1      | +6     | 5   |
| Kanada                            | 3 | 2     | 0     | 1     | 9      | 2      | +7     | 4   |
| Stany Zjednoczone                 | 3 | 1     | 1     | 1     | 2      | 1      | +1     | 3   |
| Pierwsza Republika Czechosłowacka | 3 | 0     | 0     | 3     | 0      | 14     | -14    | 0   |

Wyniki
| 14 lutego 1936 | Wielka Brytania | 5:0 | Czechosłowacja | Olympia-Kunsteis-Stadion |

| Godzina: 21:00 | J.Davey J.Chappell J.Davey J.Coward | (2:0, 3:0, 0:0) |  | Sędzia główny: Poplimont Sędziowie liniowi: Kreisel |

| 15 lutego 1936 | Kanada | 7:0 | Czechosłowacja | Olympia-Kunsteis-Stadion |

| Godzina: 10:00 | W.Kitchen W.Thomson D.Neville K.Farmer D.Neville H.Murray H.Farquharson | (3:0, 3:0, 1:0) |  | Sędzia główny: Poplimont Sędziowie liniowi: Kreisel |

| 15 lutego 1936 | Wielka Brytania | 0:0 po dogrywce | Stany Zjednoczone | Olympia-Kunsteis-Stadion |

| Godzina: 21:00 |  | (0:0, 0:0, 0:0, 0:0, 0:0, 0:0) |  | Sędzia główny: Trauttenberg Sędziowie liniowi: Tupalski |

| 16 lutego 1936 | Kanada | 1:0 | Stany Zjednoczone | Olympia-Kunsteis-Stadion |

| Godzina: 14:30 | D.Neville | (1:0, 0:0, 0:0) |  | Sędzia główny: Poplimont Sędziowie liniowi: Trauttenberg |

### Kombinacja norweska
Mężczyźni
| Zawodnik     | Konkurencja   | Bieg narciarski | Bieg narciarski | Bieg narciarski | Skoki narciarskie | Skoki narciarskie | Skoki narciarskie | Skoki narciarskie | Łącznie | Pozycja |
| Zawodnik     | Konkurencja   | Czas biegu      | Pozycja         | Punkty          | Skok 1            | Skok 2            | Punkty            | Pozycja           | Łącznie | Pozycja |
| ------------ | ------------- | --------------- | --------------- | --------------- | ----------------- | ----------------- | ----------------- | ----------------- | ------- | ------- |
| Percy Legard | Indywidualnie | 1:47:47         | 48.             | 76,8            | 39,5              | 45,0              | 172,5             | 37.               | 249,3   | 45.     |

### Łyżwiarstwo figurowe
| Zawodnik                       | Konkurencja   | Nota                      | Pozycja                   |
| ------------------------------ | ------------- | ------------------------- | ------------------------- |
| Cecilia Colledge               | Solistki      | 418,1                     | srebro                    |
| Mollie Phillips                | Solistki      | 366,2                     | 11.                       |
| Belita Jepson-Turner           | Solistki      | 352,2                     | 16.                       |
| Gweneth Butler                 | Solistki      | Nie ukończyła konkurencji | Nie ukończyła konkurencji |
| Henry Graham Sharp             | Soliści       | 394,1                     | 5.                        |
| Jack Dunn                      | Soliści       | 387,7                     | 6.                        |
| Frederick Tomlins              | Soliści       | 364,2                     | 10.                       |
| Geoffrey Yates                 | Soliści       | 348,7                     | 16.                       |
| Violet Cliff Leslie Cliff      | Pary sportowe | 10,1                      | 7.                        |
| Rosemarie Stewart Ernest Yates | Pary sportowe | 9,0                       | 10.                       |

### Narciarstwo alpejskie
Mężczyźni
| Zawodnik               | Konkurencja         | Zjazd               | Zjazd               | Slalom              | Slalom              | Slalom  | Łącznie                  | Łącznie                  |
| Zawodnik               | Konkurencja         | Czas                | Pozycja             | Czas 1-go przejazdu | Czas 2-go przejazdu | Pozycja | Punkty                   | Pozycja                  |
| ---------------------- | ------------------- | ------------------- | ------------------- | ------------------- | ------------------- | ------- | ------------------------ | ------------------------ |
| Peter Lunn             | Kombinacja alpejska | 5:35,6              | 15.                 | 1:26,3              | 1:32,5              | 13.     | 83,82                    | 12.                      |
| James Palmer-Tomkinson | Kombinacja alpejska | 5:51,0              | 24.                 | 1:29,8              | 1:26,5              | 11.     | 82,52                    | 14.                      |
| Christopher Hudson     | Kombinacja alpejska | 6:41,4              | 40.                 | 1:29,9              | 1:42,4              | 18.     | 73,92                    | 29.                      |
| James Riddell          | Kombinacja alpejska | Nie ukończył zjazdu | Nie ukończył zjazdu | -                   | -                   | -       | Nie ukończył konkurencji | Nie ukończył konkurencji |

Kobiety
| Zawodniczka      | Konkurencja         | Zjazd  | Zjazd   | Slalom              | Slalom              | Slalom  | Łącznie | Łącznie |
| Zawodniczka      | Konkurencja         | Czas   | Pozycja | Czas 1-go przejazdu | Czas 2-go przejazdu | Pozycja | Punkty  | Pozycja |
| ---------------- | ------------------- | ------ | ------- | ------------------- | ------------------- | ------- | ------- | ------- |
| Jeanette Kessler | Kombinacja alpejska | 6:05,4 | 12.     | 1:25,7              | 1:22,2              | 6.      | 83,97   | 8.      |
| Evelyn Pinching  | Kombinacja alpejska | 5:27,2 | 7.      | 1:40,4              | 1:38,8              | 11.     | 82,19   | 9.      |
| Birnie Duthie    | Kombinacja alpejska | 6:37,2 | 19.     | 2:06,2              | 2:09,3              | 26.     | 66,13   | 23.     |
| Helen Blane      | Kombinacja alpejska | 7:26,4 | 28.     | 1:59,9              | 1:51,2              | 20.     | 64,84   | 25.     |